# Усмивка
Усмивката е изражение на лицето на човека, което показва радост и щастие, и е разбираемо за всички хора, независимо от културата, расата и т.н. Усмивката е позволена от специфичните за човека мимически мускули. Усмивката е форма на любезност, любезно отношение, израз на доверие и подобрява взаимодействието между хората, сътрудничеството между тях, тя е израз на внимание. Усмивката също така е свързана или може да премине в смях, когато е казана шега. Децата обикновено се научават да се усмихват между 6-и и 8-и месец.

## Други
На усмивката е наречена улица в квартал „Младост 1“ в София (Карта).